# Denier (Münze)

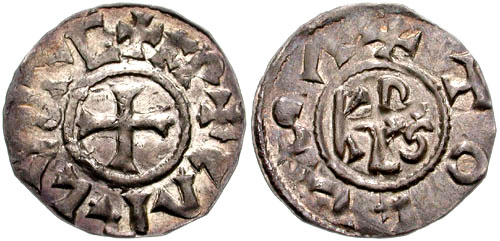
Denier aus der Zeit Karls des Großen, rechts erkennbar am Karlsmonogramm in der Mitte

Als Denier (entlehnt von der lat. Münzbezeichnung Denarius) wird die kleinste auf dem französischen Rechenpfund, der Livre, basierende (Silber-)Münze bezeichnet.
Zwölf Deniers ergeben einen Sou, 20 Sous ergeben eine Livre, so dass 240 Deniers eine Livre ergeben. Der Denier entspricht dem Penny des englischen und dem Pfennig des deutschen Rechenpfundsystems. Beide gehen ebenso wie die französische Denier-Münze auf das von Karl dem Großen eingeführte Karolingisches Münzsystem zurück mit seiner Grundeinheit, dem Karlspfund zurück.
Die letzten französischen, bereits stark kupferhaltigen Deniers tournois wurden 1649 in Tours geprägt.